# Stéatopygie

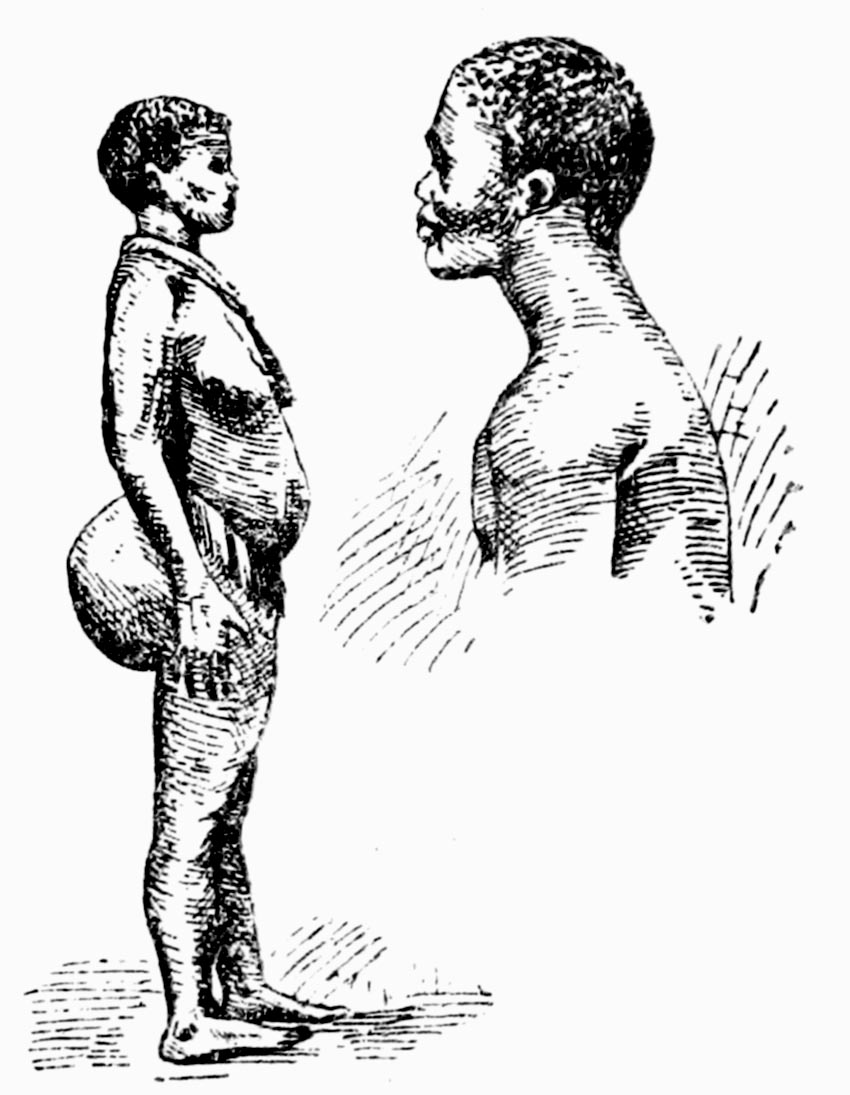
Une femme khoïsane stéatopyge (à gauche) 1900, Encyclopédie Orgelbrand.

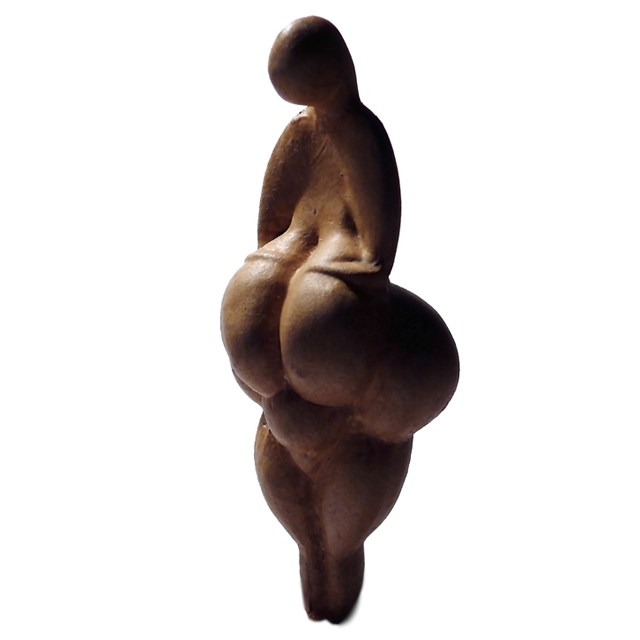
La Vénus de Lespugue. Gravettien, paléolithique supérieur. Musée de l'Homme.

La stéatopygie (du grec ancien στέατος, steatos « gras », et πυγή, pygế « fesse ») est une hyperplasie génétique du tissu adipeux de la région fessière, s'étendant souvent à la partie antéro-latérale des cuisses et parfois jusqu'au genou.
La stéatopygie se constitue dans l'enfance et atteint son niveau de développement maximal au cours de la première grossesse. Elle peut s'accompagner de macronymphie (hypertrophie des petites lèvres). Son rôle physiologique est discuté (thermorégulation, production hormonale, réserves énergétiques). Il semble qu'au cours de l'évolution humaine, la stéatopygie se soit développée aussi bien chez l'homme que chez la femme, surtout quand l'alimentation est abondante, et constituait alors une réserve pour les jours de disette, à l'instar de la bosse sur le dos du chameau ou celle à la croupe ou autour de la queue de certaines races ovines. L'évolution a conservé ce trait chez la femme en période de gestation et d'allaitement, et chez certains groupes humains de l'Afrique méridionale.

## Prévalence
La stéatopygie est une caractéristique génétique de certaines populations africaines, notamment des populations Khoïsan et des Pygmées d'Afrique centrale. Elle semble être un trait typique des populations originaires d'Afrique de l'Est (du golfe d'Aden au cap de Bonne-Espérance), dont les Hadza, les Khoïkhoïs et les San sont les descendants les plus directs. Mais si les Khoïsan en présentent les plus typiques exemples, parfois associées à la macronymphie, la stéatopygie s'observe dans de nombreuses populations africaines, notamment chez les Basters de Rehoboth (y compris de sexe masculin). Elle se retrouve aussi chez certaines populations hors d'Afrique, à l'instar des Önge des îles Andaman.
La stéatopygie est presque toujours plus marquée chez les femmes (répartition gynoïde des graisses, prédominant sur les fesses et les cuisses) que chez les hommes (répartition androïde des graisses, prédominant sur l'abdomen) ; elle est considérée par les Khoisans comme un trait de beauté.

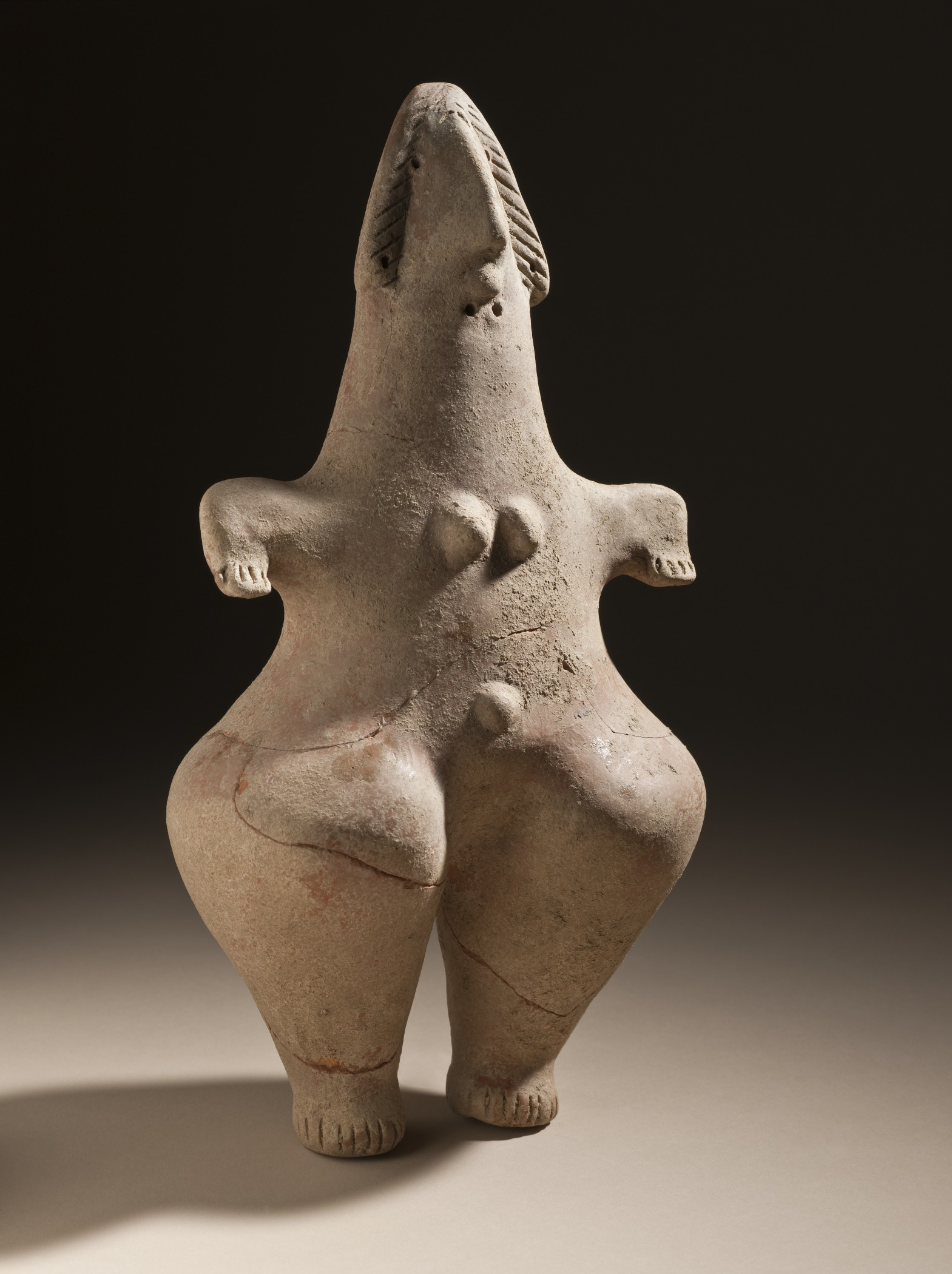
Statuette stéatopyge, Proche-Orient vers le

Selon la localisation des bourrelets graisseux dans la région du bassin et des hanches, les anthropologues parlent de stéatomérie (dépôt graisseux au niveau des cuisses), de stéatopygie étalée ou postérieure (dépôt graisseux au niveau des fesses) et de stéatocoxie (dépôt graisseux au niveau du bassin). L'hyperdéveloppement graisseux latéral est plus le fait de certaines femmes europoïdes, tandis que l'hyperdéveloppement postérieur, la stéatopygie, caractérise certaines populations noires,.[à vérifier]

## Art paléolithique
La stéatopygie a souvent été attribuée à tort à différentes représentations féminines dans l'art des populations préhistoriques européennes des époques aurignacienne, solutréenne et magdalénienne, comme le montrent les descriptions de diverses Vénus paléolithiques dites Vénus stéatopyges au galbe fessier particulièrement marqué (Vénus de Willendorf, de Lespugue, de Savignano…).
Paul Royer proteste contre cette attribution abusive de stéatopygie. Il publie en 1926 son étude des six vénus de Lespugue, Brassempouy, Griraaldi, Willendorf et Kostienky, notant que des sept statuettes qui présentent des caractères particuliers, six sont stéatomères sans stéatopygie et une stéatopyge sans stéatomérie ; aucune ne réunit ces deux conformations).
Le terme stéatopygie a également donné son nom à un type de figures antiques en terre dans les pays du Proche-Orient, notamment dans le Nord-Ouest de l'Iran. On les trouvait en abondance dans les sépultures masculines où elles symbolisaient peut-être la résurrection. Ces figures représentent un nu féminin debout, aux bras courts et charnus dans un geste d'adoration. Les hanches sont prononcées, les jambes courtes, mettant en évidence les attributs sexuels. La tête est étroite et stylisée.

## Stéatopygie animale
Félix Régnault (1926) mentionne que « les brebis de certaines races de moutons des steppes d'Asie et d'Afrique sont stéatopyges des fesses et de la queue : leurs lipomes sont localisés et sous-cutanés, ils diminuent à la saison sèche comme chez les femmes boschimanes ». Ahmed Aarab les mentionne également.